# 己亥建储
清朝光绪二十五年（己亥年）十二月二十四日（1900年1月24日），训政的慈禧太后为早逝的同治帝过继宗室溥儁为子，號稱大阿哥。当时中西各界认为慈禧太后實為册封儲君，可能要迫使光绪帝禪位。故中国学界稱为己亥建储、己亥立储。

## 前奏
光绪二十四年（1898年）戊戌政变后，光緒帝近臣康有為逃亡海外，並對外宣稱握有光緒帝密詔，讓已宣佈訓政的慈禧太后感到懼怕，原已繼續推行的新政被迫中止。
慈禧太后对于光绪帝的处置，是当时中国政治关注的焦点。对是否废黜光绪帝，多有议论。1898年12月，《泰晤士报》驻北京记者莫理循在与上海濮兰德的通信中，莫理循即声称“光绪皇帝已經被謀殺，或即将被谋杀，选定的继承人是端王年方十岁的孙子（当指溥儁，实为端郡王载漪儿子）”。除溥儁外，当时传闻的储君人选还有两人，一是载振（庆亲王奕劻长子），二是溥伟（恭亲王奕訢孙子，其父已过继他人）。现代研究者指两人年龄过大，均已成年，将影响慈禧太后垂帘听政的可能性。并认为，综合其它条件，溥儁是最优先的人选:94、95。而在时局诡谲之际，湖北一地甚至出现假光绪帝案。
民国以后，有慈禧太后选择溥儁是因他的生母是桂祥之女，即慈禧太后侄女的说法。现代研究者指出这是因《清史稿》误记“载漪福晋，承恩公桂祥女，太后女姪也”的缘故。其父载漪有记录的妻妾并没有与慈禧太后家族相关的人物:93、94。

## 立大阿哥
中国学界一般认为，立溥儁「为大阿哥」的动议出于大臣荣禄。有学者认为，荣禄立大阿哥的建议论是为避免正式册封皇储，进一步加大废黜光绪帝的可能性。由于荣禄提出“为上嗣，兼祧穆宗（同治帝）”，故认为他有保留光绪帝正统名位的意图:93。
光绪二十五年十二月二十四日（1900年1月24日），清廷以光绪帝名义颁诏，称其不能诞育子嗣，所以过继溥儁为同治帝子，“以绵统绪”。同日，对内阁下旨，稱庚子年正月初一日（1900年1月31日）將由溥儁代表皇帝，祭祀大高殿、奉先殿、寿皇殿三处。
《国闻备乘》记载：“戊戌训政之后，孝钦坚欲废立。（荣禄门下）貽穀闻其谋，邀合满洲二三大老，联名具疏，请速行大事。”當時有謠言稱，溥儁祭祀之後，光绪帝將效法清高宗禪讓故事，退位為太上皇，由溥儁登基，改元“保慶”。
两道诏书，虽然外界认为代表着废黜光绪帝的可能性。而总理各国事务衙门则在溥儁过继后，通告驻外使臣“我朝列圣家法，并无预立储君之事，此次皇上惟籲恳皇太后为穆宗毅皇帝立大阿哥为嗣，未尝言及建储。皇上建储，仍不免以讹传耳”:93。
1900年1月27日，上海电报局总办经元善领衔通电，要求光绪帝“力疾临御，勿存退位之思”，連署者有叶瀚、马裕藻、章炳麟、汪贻年、丁惠康、沈荩，唐才常、经亨颐、蔡元培、黄炎培等1231位社會名流，同时发表《布告各省公启》，要求各省共同力争，“如朝廷不理，则请我诸工商通行罢市集议”。
光绪二十六年正月初五（1900年2月4日），光绪帝“谕内阁、前经降旨令崇綺充大阿哥师傅。在内授读。并派徐桐常川照料。现在大阿哥典学伊始。读书课程。关系紧要。著责成徐桐、崇绮、选择品学兼优二三员。据实保奏。候旨肬闲用。”正月初七（1900年2月6日），再度谕内阁，大阿哥将于正月二十七日（1900年2月26日）申刻入学读书。

## 废大阿哥
不久义和团發動庚子拳亂，八国联军攻占北京城。慈禧太后带着光绪帝西逃，即“庚子西狩”。端郡王载漪等人随行。光绪二十六年八月初七日（1900年8月31日），以端郡王载漪为军机大臣。
到了次月，政治局势发生转变。闰八月初二（1900年9月25日）下发的谕旨，对庚子拳亂相关的宗室王公、官员进行惩处。“端郡王载漪著从宽撤去一切差使。交宗人府严加议处。并著停俸”。闰八月初六（9月29日），仍命载漪、庄亲王載勛随扈。
九月二十三日（11月13日），再度下发谕旨，对端郡王载漪等人处罚。除革去载漪的爵职外。他与載勛均暂行交宗人府圈禁。预备军务平定后，发往盛京永远圈禁。同年十月二十八日（12月19日），再发谕旨，“前有旨将载漪、载勋革去爵职。交宗人府圈禁。俟军事平定后。发往盛京圈禁。现在正将开议。不可任其自便。致贻口实。前在蒲州途次。已有旨令载漪、载勋毋庸随扈。即著锡良就近于蒲州将该革王等派员管束。俟回銮日。再行解京圈禁。将此由五百里谕令知之。”　　
载漪、溥儁父子被聯軍視為戰犯，後發配新疆，太后試圖废除光绪帝的企图，宣告完全破滅。